# Écluzelles
Écluzelles ist eine französische Gemeinde mit 159 Einwohnern (Stand: 1. Januar 2022) im Département Eure-et-Loir in der Region Centre-Val de Loire; sie gehört zum Arrondissement Dreux und zum Kanton Dreux-2.

## Geographie
Écluzelles liegt etwa 29 Kilometer nordnordwestlich von Chartres und etwa 69 Kilometer westsüdwestlich von Paris am Fluss Eure. Umgeben wird Écluzelles von den Nachbargemeinden Luray im Norden und Westen, Mézières-en-Drouais im Norden und Osten, Charpont im Süden und Südosten sowie Marville-Moutiers-Brûlé im Südwesten.

## Bevölkerungsentwicklung
| 1962                       | 1968 | 1975 | 1982 | 1990 | 1999 | 2006 | 2018 |
| -------------------------- | ---- | ---- | ---- | ---- | ---- | ---- | ---- |
| 97                         | 85   | 113  | 135  | 166  | 168  | 158  | 166  |
| Quellen: Cassini und INSEE |      |      |      |      |      |      |      |

## Sehenswürdigkeiten
- Kirche Saint-Jean
- Dolmen Pierre-Pucre